# インディヘニスモ
インディヘニスモ（西: Indigenismo）は、ペルー先住民（「インディオ」あるいは「インディヘナ」）の擁護と文化的、社会的復権を求める社会運動。19世紀から20世紀にかけてのペルーにおいて、思想や文学に大きな影響を与えたほか、ラテンアメリカの各地域に共通する思想として、メキシコやボリビアへも波及した。

## 概要
19世紀のペルーの思想家、マヌエル・ゴンサレス・プラダが提唱。当時のペルー先住民は、すでに宗教としてローマ・カトリック、言語としてスペイン語が定着している状況であり、それが望ましい状態であることか否かを白人側から提唱し始めたことが特徴。

## メキシコのインディヘニスモ
1910年から始まったメキシコ革命は、ディアス独裁政権の崩壊とカリェス、カルデナスの改革によって現代メキシコの基礎を形勢したが、同時にメキシコの伝統社会を大きく変容させた。革命の主体となったのは農民や労働者であり、農地改革、労働者の保護などの先進的な政策を行った。しかし社会主義的な政策の一方で、メキシコでは19世紀より自由主義思想が培われていたため、指導者らは社会主義ではなく国民国家の道を進む。そのためには人口の3分の1に及びながら、抑圧と貧困に苦しんでいた先住民を国家に内包する必要があった。1910年代以降、メキシコ革命によるナショナリズム高揚を好機と見て、政府は反米主義を基本とした国民統合を目指した。そのために唱えられたのがインディヘニスモであり、政府による国民統合政策の一環として女性の権利拡大とともに推進された。具体的には先住民の歴史と文化をメキシコのアイデンティティに組みこむため、ガミオら人類学者に政府のポストを与えて普遍的人種という概念を生み出し、白人至上主義に対する混血人種の優越性を主張した。文化的にもインディオを題材とした壁画運動や、文学作品が次々と生み出され、メキシコ・ルネッサンスと呼ばれる新しい潮流を引き起こす。また、農村社会の近代化と教育に取り組むことで、先住民族をナショナリズムのシンボルとしようとした。だが、現在のメキシコに社会的な不平等が残されて、サパティスタ民族解放軍が幅広い支持を得られているように、結果として先住民の社会的な復権は果たされることはなかった。